# Fallout 2
Fallout 2: A Post Nuclear Role Playing Game je videoigra zvrsti igranja vlog razvijalske ekipe Black Isle Studios, ki je izšla leta 1998 v založbi Interplay Entertainment za sistema Microsoft Windows in Mac OS X.
Gre za nadaljevanje igre Fallout, izdane leto dni prej, z bistveno razširjenim dogajanjem, a v osnovi enakim načinom igranja. Tudi svet je bistveno večji in kompleksnejši, še vedno pa se dogajanje odvija v postapokaliptičnem okolju Južne Kalifornije, po jedrski vojni, ki je pred tem opustošila Zemljino površje. Fallout 2 postavi igralca v vlogo potomca protagonista iz prvega dela, ki je ustanovil svoje naselje po izgonu iz varnega okolja bunkerja (Vault oz Trezorja), v katerem je skupina njegovih rojakov preživela jedrsko kataklizmo. Tokrat pred propadom rešuje svoje naselje in se mora znova podati v širni svet, poln mutiranih bitij in nasilja na eni ter razpadajočih ostankov ameriškega sna in napredne tehnologije na drugi strani. Satirično, temačno vzdušje prvenca je v drugem delu še potencirano, denimo z organiziranim kriminalom, prostitucijo in suženjstvom kot pomembnimi elementi zgodbe. Sistem S.P.E.C.I.A.L., razvit za Fallout, je tudi tu osnova za oblikovanje in razvijanje igralčevega lika ter za vse elemente njegove interakcije z okoljem.
Tudi drugi del serije je bil kritiško dobro sprejet, vendar je novo nadaljevanje, Fallout 3, zaradi spleta okoliščin izšlo šele deset let kasneje pri drugem založniku, ki je odkupil istoimensko franšizo.

## Igranje
Igralni sistem, ki določa način igranja in podajanja zgodbe, je enak kot pri predhodniku, s tem pa močno spominja na idejni prvenec, igro Wasteland iz leta 1988. Zgodba se dogaja v odprtem svetu, kjer igralec poljubno raziskuje ozemlje in odkriva lokacije ter srečuje like, ki v njem prebivajo, osnovna zgodba ga vodi le med najpomembnejšimi. Vse igralčeve odločitve vplivajo na razvoj zgodbe, velik del dogajanja pa predstavljajo tudi stranske naloge, ki jih dobi od nekaterih likov, in ga nagradijo s predmeti (orožje, strelivo, denar itd.), točkami izkušenj ter »karmo«. Značilno za serijo je, da običajno obstaja več načinov reševanja nalog, včasih celo z nasprotnim učinkom od prvotno zamišljenega, a je igralec za končano nalogo v vsakem primeru nagrajen. Nekateri liki so sovražni, v tem primeru se bo igralčev lik z njimi zapletel v boj, ki se odvija potezno, a se mu je včasih mogoče izogniti z diplomacijo v dialogih ali s skrivanjem.
Osnova za oblikovanje igralčevega lika je znova sistem S.P.E.C.I.A.L. (dobesedno »poseben«), razvit prav za Fallout, akronim za Strength (moč), Perception (zaznava), Endurance (vzdržljivost), Charisma (karizma), Intelligence (inteligenca), Agility (gibčnost) in Luck (sreča). Tem osnovnim lastnostim so podrejene še veščine (skills), bonitete (perks) in značaji (traits), kombinacija katerih vpliva na vse interakcije z okoljem in se lahko s pridobivanjem izkušenj njihove številčne vrednosti višajo. Tako je praktično vsak lik unikaten.
Boj v Falloutu je potezen. Osnovan je na sistemu »akcijskih točk«, kjer lahko vsak lik vsako potezo zaporedoma izvede več dejanj, pri čemer ima vsako svojo ceno v akcijskih točkah, dokler njegova zaloga akcijskih točk ni izčrpana. Število akcijskih točk in vrstni red likov v boju določajo lastnosti likov. Ko zmanjka nasprotnikov v bližini, igra preklopi nazaj na realnočasovno dogajanje. Fallout 2 ponuja tudi raznolik izbor likov (NPC), ki jih lahko igralec rekrutira, da spremljajo njegovega in mu pomagajo v boju. Za razliko od predhodnika je možno tovarišem izdajati ukaze in jih opremljati, poleg tega se njihove lastnosti izboljšujejo vzporedno z igralčevim likom. Novost je tudi avtomobil na jedrski pogon, ki ga lahko uporablja za hitro premikanje med lokacijami po zemljevidu.

## Zgodba

### Ozadje
V obdobju po kataklizmi, ki je sledila jedrskem spopadu med ZDA in Kitajsko, svet poseljujejo mutirana bitja in redke skupine ljudi, ki jim je po naključju uspelo preživeti, ter počasi znova vzpostavljajo civilizacijo, vendar je življenje še vedno kruto in nepredvidljivo. Med njimi so prebivalci t.i. Trezorjev (Vault), orjaških bunkerjev za do tisoč ljudi, ki jih je tik pred vojno zgradila ameriška vlada – uradno za zaščito pred jedrskim napadom, v resnici pa kot velikanske sociološke poskuse. 
Na koncu prvega Fallouta je Nadzornik enega od njih, Trezorja 13, izgnal protagonista, ki je odšel v opustošeno pokrajino poiskati pomoč, saj ni želel porušiti izolacije. Ta je zato v bližini ustanovil svoje naselje, vas Arroyo (nekje v današnjem Oregonu). V tem obdobju se je pojavila nova organizacija z imenom New California Republic (NCR), ki prične pod svojo oblastjo združevati južna naselja in se širiti na sever. Hkrati se pojavi organizacija Enclave, ki se razglaša za pravega naslednika ameriške vlade in ima dostop do izjemno napredne tehnologije, podobno kot Brotherhood of Steel iz prvenca. Ti dogodki sovpadajo tudi s pojavom droge jet (dobesedno »reaktivec«), ki zasvoji cele vasi, ki so zato odvisne od pošiljk iz mesta New Reno.

### Dogajanje
Leta 2241, 80 let po dogodkih v Falloutu, vas Arroyo prizadane huda suša. Grozi ji propad, zato starešina pošlje glavnega junaka, neposrednega potomca protagonista iz prvega dela, najti napravo Garden of Eden Creation Kit (GECK). Ta predvojna tehnologija je namenjena zagotovitvi plodne zemlje in čiste vode za preživetje v opustošeni pokrajini po odprtju Trezorjev. »Izbrani« (Chosen One), kot pravijo igralčevemu liku, dobi za pomoč pri nalogi le dragocen prenosni računalnik RobCo PIPBoy 2000, kopje in nekaj denarja.
Poleg glavne naloge dobi od likov, ki poseljujejo svet, še veliko število stranskih nalog, med raziskovanjem pa naleti tudi na različne naključne dogodke. Ti vključujejo ogromno pop-kulturnih referenc, denimo robote, ki govorijo kot računalnik HAL 9000 iz filma 2001: Vesoljska odiseja, opis revolverja iz filma Umazani Harry, lonec petunij in raztreščenega kita glavača iz Štoparskega vodnika po galaksiji ter številne druge. Skladno s temačnim vzdušjem se lahko igralec pridruži trgovcem s sužnji ali razpečevalcem jeta, najema prostitutke, postane alkoholik ipd.
Med raziskovanjem odkrije Trezor 13, kjer naj bi se nahajal GECK, in ugotovi, da so vsi njegovi prebivalci izginili. GECK dejansko najde (Trezor 13 je imel po naključju dva), a je ob vrnitvi v Arroyo tudi vas prazna, vse njegove sovaščane je namreč ugrabila organizacija Enclave. Sčasoma igralec aktivira naftni tanker in s pomočjo njegovega avtopilota pride do naftne ploščadi, kjer ima Enclave bazo. Tam se razkrije, da je organizacija ugrabila tako vaščane Arroya, kot tudi prebivalce Trezorja 13 za poskuse s predelanim virusom iz prvega Fallouta, ki se bi prenašal po zraku in pobil vsa mutirana bitja. Prebivalci Trezorja 13 so tu kontrolna skupina, saj so bili zaprti v njem bistveno dlje časa kot ostali in torej niso bili izpostavljeni mutagenemu žarčenju. Ko bi Enclave izpustila virus, bi ta »očistil« praktično ves svet, člani pa bi nato zavladali praznemu ozemlju in ga poselili na novo. Igralec osvobodi ujetnike in uniči naftno ploščad, ob tem pa ubije genetsko izboljšanega agenta tajne službe ZDA Franka Horrigana in predsednika Združenih držav Amerike Richardsona, ki se mu postavita po robu. Na koncu rešeni jetniki s pomočjo Gecka skupaj ustanovijo cvetočo novo skupnost.

## Razvoj
| Konfiguracija      | Minimalna                                                                      | Priporočena                                                                    |
| Windows            |                                                                                |                                                                                |
| Operacijski sistem | Windows 95/98/NT SP3                                                           | Windows 95/98/NT SP3                                                           |
| CPU                | Intel Pentium 90 MHz                                                           | Intel Pentium 120 MHz                                                          |
| Pomnilnik          | 16 MB                                                                          | 32 MB                                                                          |
| Trdi disk          | 30 MB prostora                                                                 | 150 MB prostora                                                                |
| Grafična kartica   | SVGA, združljiva s standardom VESA, 1 MB RAM, podpora za DirectX 3.0a          | SVGA, združljiva s standardom VESA, 1 MB RAM, podpora za DirectX 3.0a          |
| Zvočna kartica     | Združljiva s standardom Sound Blaster                                          | Združljiva s standardom Sound Blaster                                          |
| Drugo              | Pogon CD-ROM s 4× hitrostjo, računalniška miška, v celoti združljiva z Windows | Pogon CD-ROM s 4× hitrostjo, računalniška miška, v celoti združljiva z Windows |

Razvijalska ekipa pod vodstvom Feargusa Urquharta, ki je ustvarila Fallout, se je praktično takoj po izdaji prvenca lotila nadaljevanja, sicer na isti programski osnovi in skoraj nespremenjenim načinom igranja, a vsebinsko mnogo ambicioznejše igre, z rokom za dokončanje pičlih 15 mesecev. Kratek rok za tako obsežno delo je vodil v konflikte zaradi preobremenjenosti in številne odhode, med drugim so v tem obdobju Interplay Entertainment zapustili Tim Cain, ki je bil eden vodij razvoja, ter oblikovalca Leonard Boyarsky in Jason Anderson. Na koncu praktično noben od glavnih avtorjev prvenca ni več sodeloval pri nadaljevanju. Na igri je delalo več ekip, ki so ločeno ustvarjale vsaka svoj del sveta, in šele tik pred rokom so te dele združili v celoto. Glasovne vloge so tudi v Falloutu 2 prevzeli nekateri znani igralci, med njimi Ron Perlman kot pripovedovalec in Michael Dorn kot Frank Horrigan.
»Sestavljena« igra je v grobem delovala in je izšla pravočasno, vendar je naglica vodila do tega, da je v končni izdaji ostalo veliko število bolj ali manj resnih hroščev. Kljub več kasnejšim popravkom je ekipi Black Isle Studios ostal sloves razvijalcev, ki izdajajo hroščato programsko opremo.

## Odziv in nadaljevanja
| Agregator    | Ocena   |
| ------------ | ------- |
| GameRankings | 87,13 % |
| Metacritic   | 86/100  |

| Publikacija    | Ocena  |
| -------------- | ------ |
| GamePro        | 5/5    |
| GameSpot       | 8,8/10 |
| IGN            | 8,9/10 |
| PC Gamer (ZDA) | 89 %   |

| Publikacija | Nagrada                        |
| ----------- | ------------------------------ |
| PC Gamer    | #3 Best RPG of All Time (2015) |

Fallout 2 je bil, podobno kot predhodnik, deležen pretežno pozitivnega odziva kritikov. Večina je pozitivno ocenila razširitev uspešnega recepta Fallouta v smislu zgodbe, vzdušja in razvoja likov, po drugi strani pa je nekatere zmotilo pomanjkanje novosti. Na spletnih straneh Metacritic in GameRankings ki zbirata ter povprečita ocene videoiger, ima povprečno oceno blizu 90 %.
Še vedno se uvršča tudi na različne retrospektivne lestvice najboljših iger. Tako so ga denimo uredniki portala GamesRadar leta 2013 uvrstili na 68. mesto seznama najboljših videoiger vseh časov, uredniki revije PC Gamer pa leta 2015 na tretje mesto seznama najboljših videoger igranja vlog vseh časov.

### Nadaljevanja
Po izidu Fallouta 2 so se Black Isle Studios posvetili drugim projektom, Interplay pa je licenco podelil malo znani razvijalski skupini Micro Forte. Fallout Tactics: Brotherhood of Steel, ki je izšla leta 2001, je bila potezna taktična igra v istem svetu, a sicer z bolj malo povezavami z osnovno zgodbo. Kmalu za tem je Interplay zašel v poslovne težave; Black Isle Studios so medtem razvili 3-D pogon in začeli delati na nadaljevanju s kodnim imenom Van Buren ter ga skoraj končali, ko je vodstvo ukinilo projekt ter razpustilo skupino. Interplay je leta 2004 izdal še eno igro, v kateri je igralec prevzel vlogo pripadnika Brotherhood of Steel, akcijsko igro za konzole Fallout: Brotherhood of Steel, ki pa je bila še večji neuspeh.
Leta 2007 je franšizo, vključno s pravicami za trženje prvih dveh delov, za 5,75 milijona USD odkupilo podjetje Bethesda Softworks. Naslednik, Fallout 3, razvit na osnovi pravega 3-D pogona, ki je bil prej uporabljen že za Bethesdino igro The Elder Scrolls IV: Oblivion, je izšel leta 2008.